# Orlando
Orlando je hlavní město okresu Orange County ve státě Florida ve Spojených státech amerických. Rozkládá se celkem na 261,5 km² a má přibližně 308 tisíc obyvatel. Jedná se tak o čtvrté největší město na Floridě.
Město je známo především díky mnoha turistickým atrakcím, zejména nedaleký Walt Disney World Resort, situovaný do oblasti Lake Buena Vista. Dalšími zajímavými atrakcemi je SeaWorld, Universal Orlando Resort a Islands of Adventure (s Jurským parkem). Do oblasti přijede 52 milionů turistů ročně.

## Historie
Po seminolských válkách vynaložila vláda Spojených států velké úsilí, aby sem přilákala nové osadníky. Přidělovala pozemky o rozloze 160 akrů (přibližně 65 ha) a těm, kdo na nich vydrželi hospodařit alespoň pět let, je převáděla do vlastnictví. Kolem pevnosti Fort Gatlin vznikl zárodek města. Počet obyvatel rostl velmi pomalu. Hlavním zdrojem obživy bylo pěstování citrusů a bavlny.
Zlom ve vývoji města přišel v polovině 60. let 20. století, kdy zde zakoupil rozsáhlé pozemky pro budoucí zábavní park Walt Disney.

### 2016
Zpěvačka a youtuberka Christina Grimmie byla 10. června zavražděna na autogramiádě útočníkem, jenž pak spáchal sebevraždu.
Dne 12. června došlo k teroristickému útoku na místní gay club počátkem druhé hodiny noční. Devětadvacetiletý Omar Mateen zabil 49 lidí a 53 jich zranil. Policie ho po přestřelce zastřelila.

## Sport
- NBA: Orlando Magic
- MLS: Orlando City SC
- ECHL: Orlando Solar Bears

## Osobnosti města

### Rodáci
- Wesley Snipes (* 1962), americký herec[9]
- Traylor Howard (* 1966), americká herečka[10]
- Howie Dorough (* 1972), americký zpěvák, člen Backstreet Boys[11]
- Neil Brown Jr. (* 1980), americký herec a zpěvák[12]
- Quinn Hughes (* 1999), americký profesionální hokejový obránce[13]
- Jack Hughes (* 2001), americký profesionální hokejový útočník[14]

### Obyvatelé
- Jack Kerouac (1922–1969), americký spisovatel, představitel beat generation[15]
- Marshall Warren Nirenberg (1927–2010), americký biochemik a genetik, nositel Nobelovy ceny za fyziologii a lékařství za rok 1968[16]
- Chuck Schuldiner (1967–2001), americký zpěvák a kytarista, člen metalových kapel Death a Control Denied[17]
- Shaquille O'Neal (* 1972), bývalý americký basketbalista[18][19]
- DJ Khaled (* 1975), americký DJ a hudební producent[20][21]
- Joey Fatone (* 1977), americký zpěvák, tanečník, člen skupiny 'N Sync[22]
- Luis Fonsi (* 1978), portorický zpěvák, hudební skladatel a herec[23]
- Lance Bass (* 1979), americký zpěvák, tanečník a herec, člen skupiny 'N Sync[24]
- Mandy Mooreová (* 1984), americká herečka a zpěvačka[25]
- Candice King (* 1987), americká herečka a zpěvačka[26]

## Partnerská města
- Tchaj-nan, Tchaj-wan (od 1982)[27]
- Kuej-lin, Čína (od 1986)[27]
- Urajasu, Japonsko (od 1989)[27]
- Seine-et-Marne, Francie (od 1991)[27]
- Reykjanesbær, Island (od 1991)[27]
- Monterrey, Mexiko (1995)[27]
- Curitiba, Brazílie (od 1996)[27]
- Valladolid, Španělsko (od 2006)[27]

## Fotogalerie

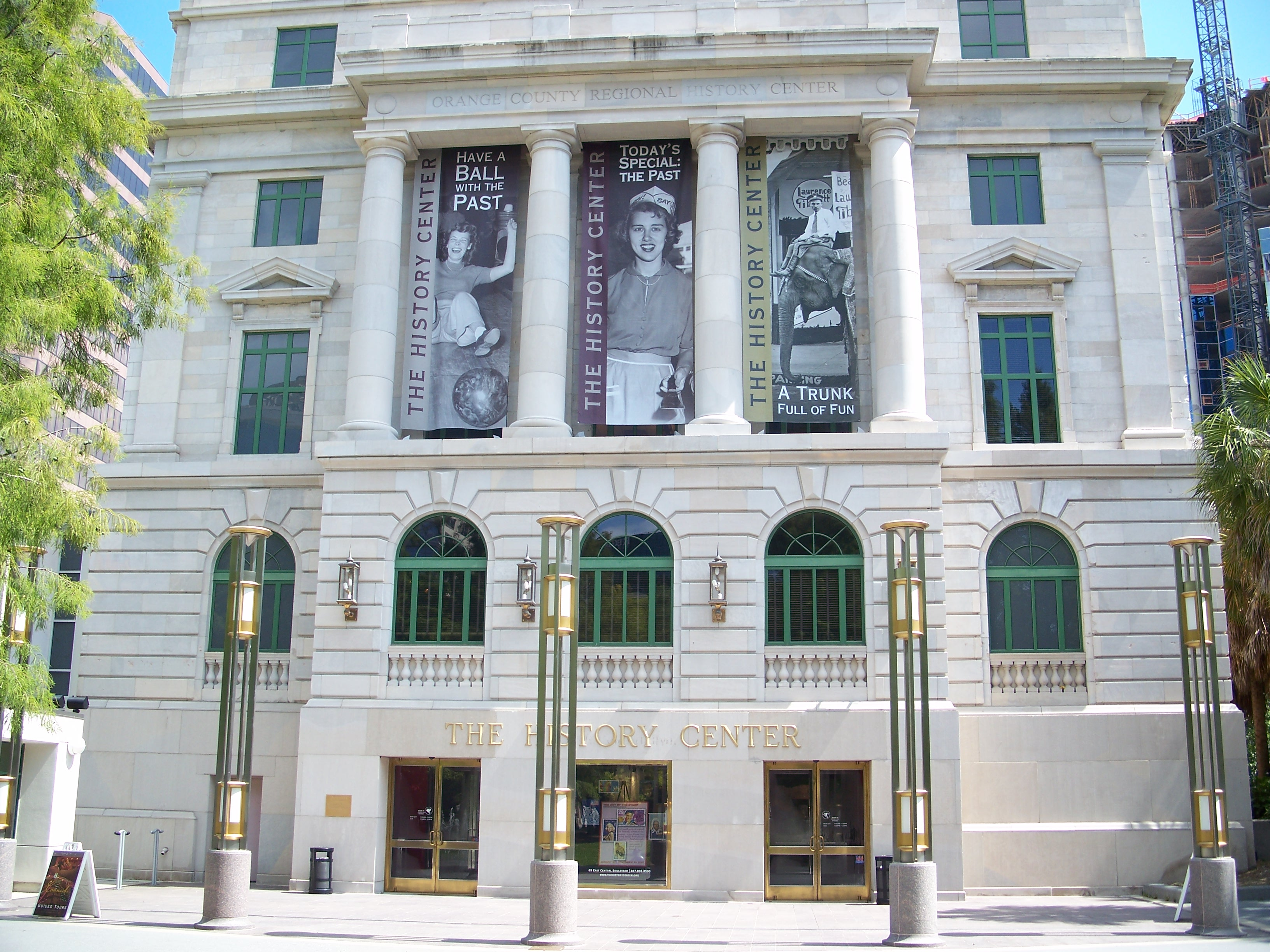
Stará radnice – dnes muzeum
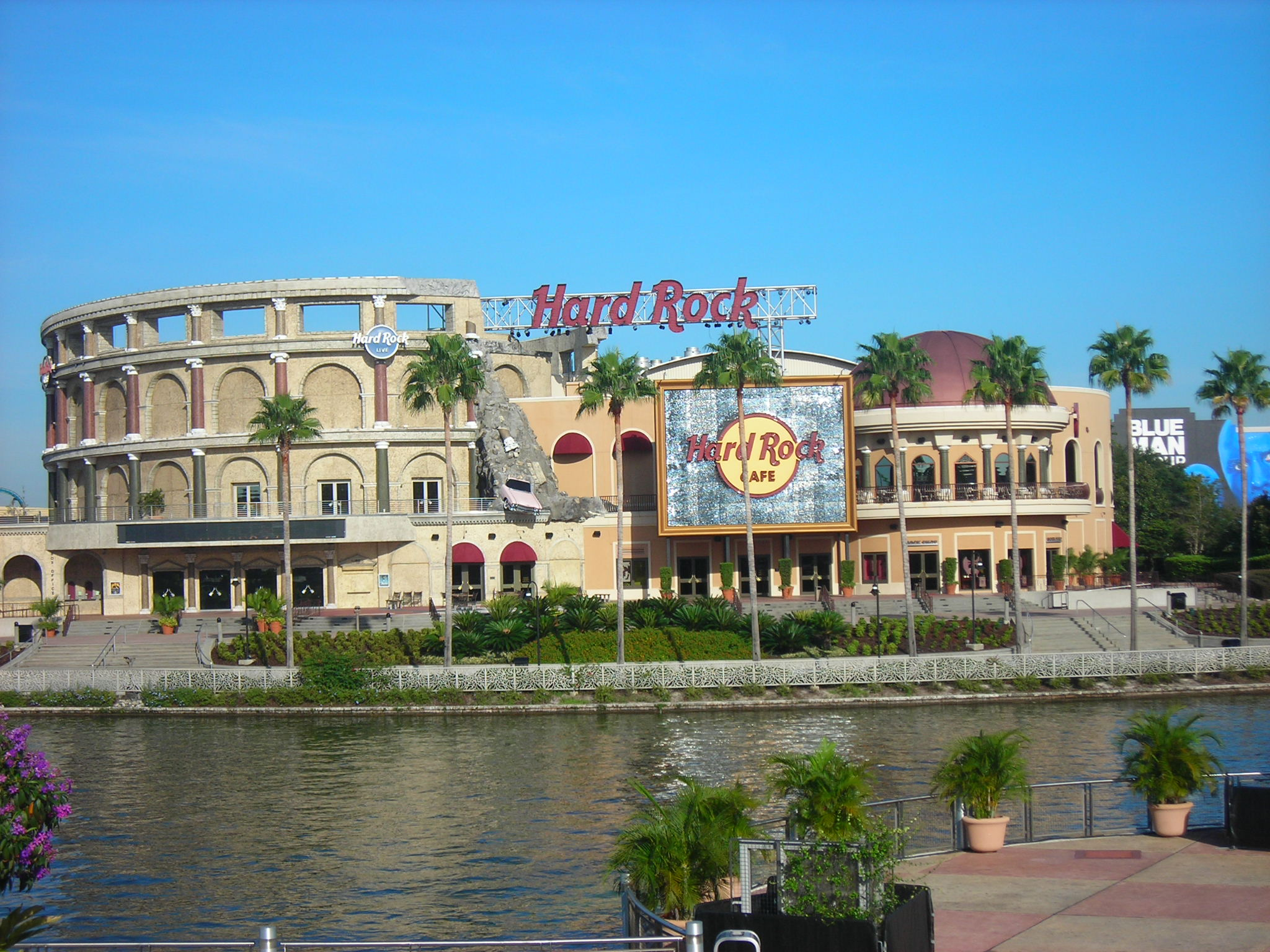
Hard Rock Café
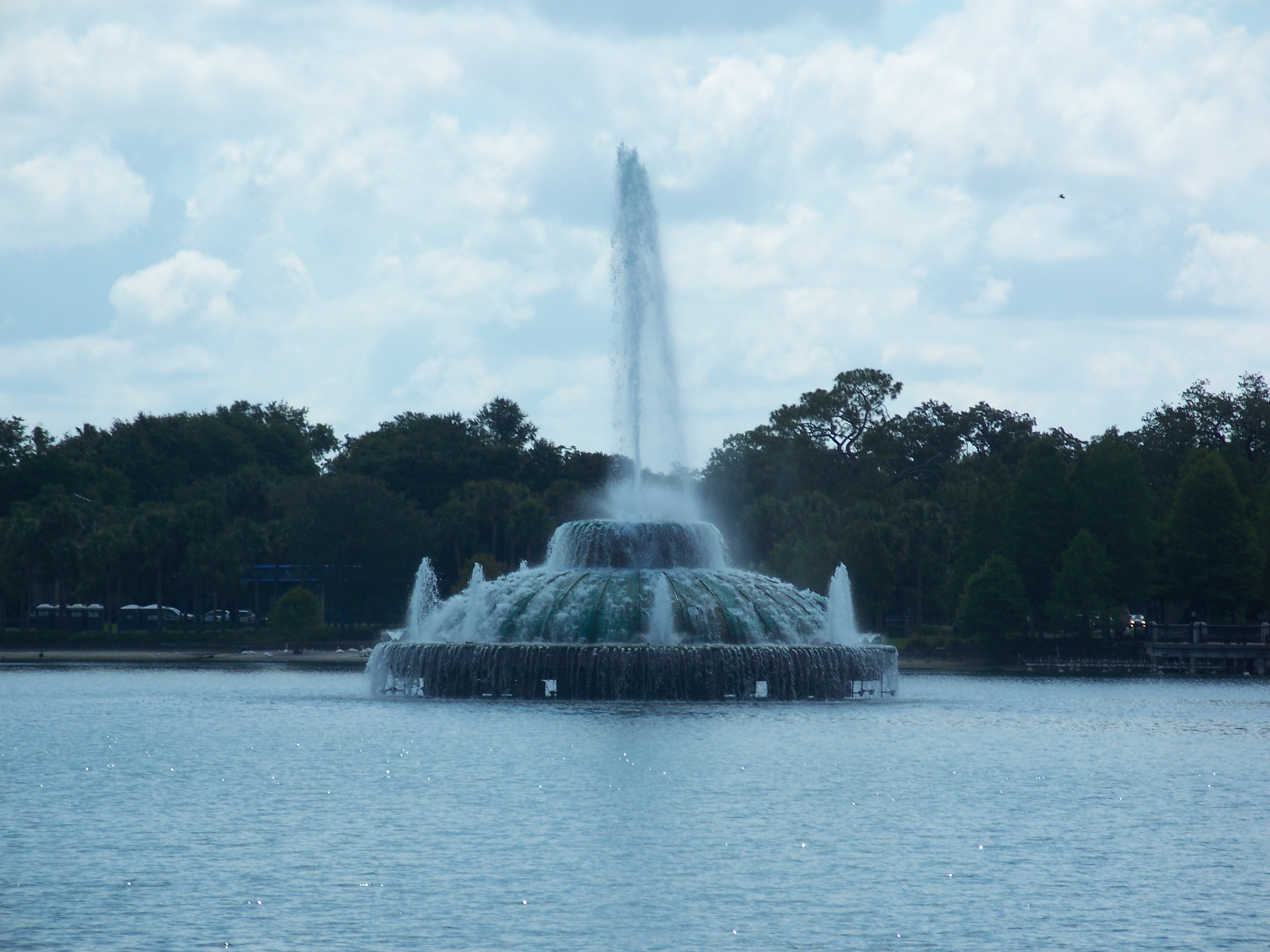
Eola
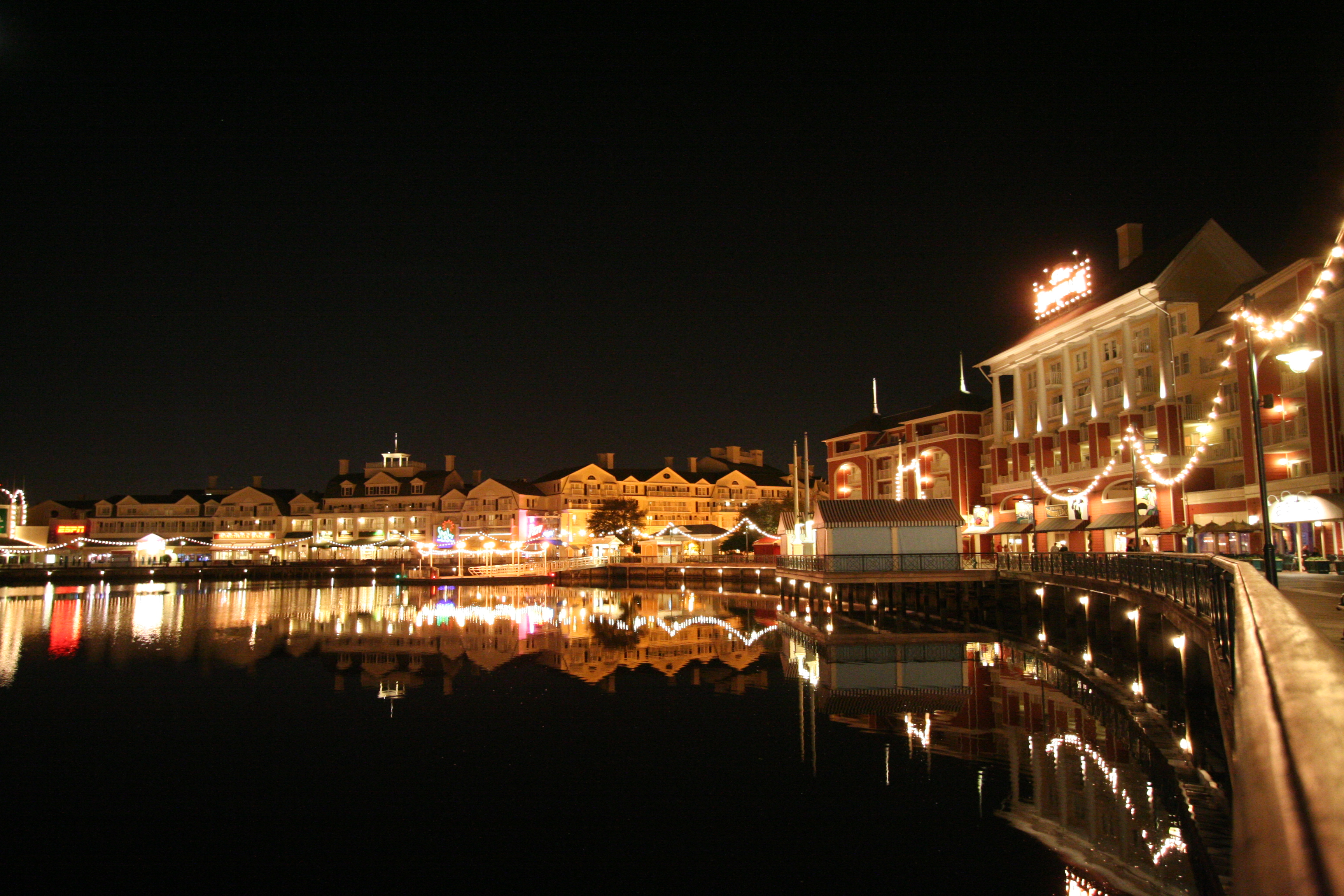
Walt Disney World